# Теодор Фил
Теодор Фил (на средногръцки: Θεόδωρος Φιλῆς) е византийски благородник и управител на Солун в средата на XIII век.
Теодор е първият изтъкнат член на семейство Фили. Той е назначен за управител на Солун от никейския император Йоан III Ватаци някъде между 1248 г. и 1252 г., когато умира предишният солунски управител – Андроник Палеолог. Тази длъжност, очевидно назовавана с титлата претор, включва широки правомощия, обхващащи военната, фискалната и съдебната власт над земите и градовете на Македония, които са били владение на Никея.
По време на своето управление Фил презира никейския престолонаследник Теодор II Ласкарис, който се превърнал в негов заклет враг. Когато Теодор II наследява трона през 1254 г., Фил и един друг изтъкнат благородник, Константин Стратегопул, са ослепени по заповед на императора за обида на величието. След отсраняването си Теодор Фил е наследен като претор в Солун от историка Георги Акрополит.
Впоследствие Фил и семейството му стават поддръжници на аристократичната опозиция около Михаил Палеолог и след смъртта на Теодор II през 1258 г. подкрепят Палеолог в опита му да установи контрол над империята срещу регента Георги Музалон.  През 1259 г. Михаил Палеолог, вече император, изпраща Теодор Фил на дипломатическа мисия в епирския двор на Михаил II Комнин Дука, която не постига успех, както се твърди, поради арогантността на Михаил.
Теодор Фил има един син, Алексий Фил, който по-късно станал велик доместик.

## Цитирана литератур
- Macrides, Ruth (2007). George Akropolites: The History – Introduction, Translation and Commentary. Oxford: Oxford University Press, ISBN 978-0-19-921067-1, https://books.google.com/books?id=v_0LdWboHXwC
- ((en)) Trapp, Erich (1991). Philes. – In: Kazhdan, Alexander (ed), Oxford Dictionary of Byzantium. Oxford and New York: Oxford University Press,  1650 – 1651, ISBN 0-19-504652-8, COBISS.BG-ID: 1107246820, https://archive.org/details/odb_20210521/mode/2up
- ((de)) Trapp, Erich; Beyer, Hans-Veit; Walther, Rainer et al. (2001) [1976–1996]. Prosopographisches Lexikon der Palaiologenzeit, CD-ROM. Wien: Verlag der Österreichischen Akademie der Wissenschaften, ISBN 3-7001-3003-1, https://archive.org/details/ErichTrappProsopographischesLexikonDerPALAIOLOGENZEIT/mode/2up

|  | Тази страница частично или изцяло представлява превод на страницата Theodoros Philes в Уикипедия на английски. Оригиналният текст, както и този превод, са защитени от Лиценза „Криейтив Комънс – Признание – Споделяне на споделеното“, а за съдържание, създадено преди юни 2009 година – от Лиценза за свободна документация на ГНУ. Прегледайте историята на редакциите на оригиналната страница, както и на преводната страница, за да видите списъка на съавторите. ВАЖНО: Този шаблон се отнася единствено до авторските права върху съдържанието на статията. Добавянето му не отменя изискването да се посочват конкретни източници на твърденията, които да бъдат благонадеждни. |